# Ділікаурі
Ділікаурі (груз. დილიკაური) — село в Грузії.
За даними перепису населення 2014 року в селі проживає 1813 осіб.